# 天野房三
天野 房三（あまの ふさぞう、1919年（大正8年）11月17日 - 2020年（令和2年）3月24日）は、昭和から平成時代の政治家。東京都渋谷区長。

## 来歴
東京府出身。1944年、明治大学専門部文科卒業。
1949年、渋谷区役所に入庁。1966年、渋谷区区民部長。1968年、総務部長。1970年、助役。
1975年、東京都の特別区において区長の公選選挙が復活。4月27日に行われた渋谷区長選挙に、自民党の推薦を得た天野、社会党・民社党の推薦と公明党の支持を得た北田繁、共産党公認の羽渕三良の3人が立候補し、天野が次点の北田を70票差で下し、初当選した（天野：38,966票、北田：38,896票、羽渕：8,863票）。
1995年まで区長を務めた。2020年死去。叙従四位。

## 栄典
位階
- 従四位

勲章等
- 1996年（平成8年） - 勲三等瑞宝章[1]